# SOHO

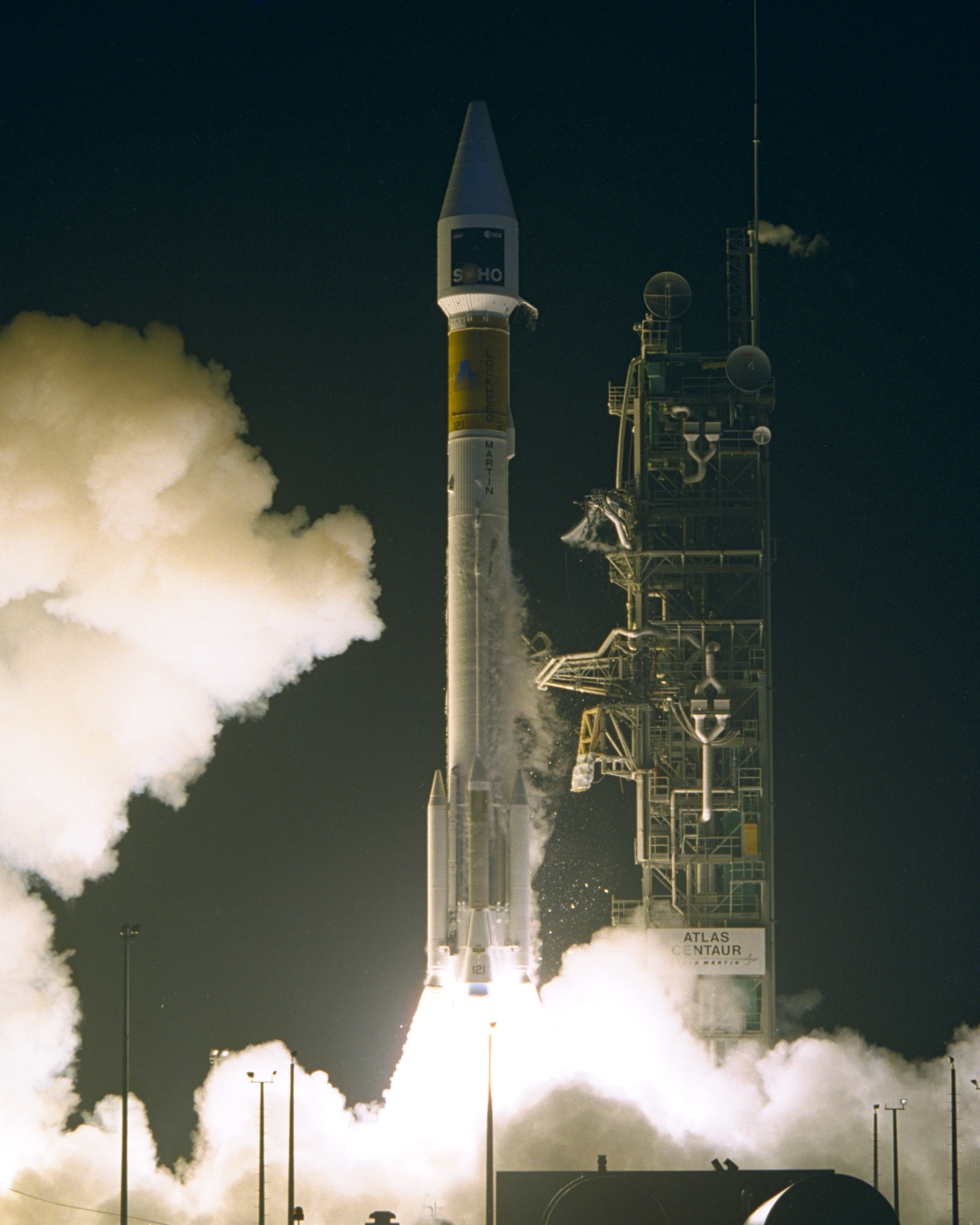
Запуск космічного апарата SOHO

СОГО (англ. SOHO — Solar and Heliospheric Observatory, СОнячна та Геліосферна Обсерваторія) — космічний апарат для спостереження за Сонцем. Запущений 2 грудня 1995, розпочав роботу у травні 1996.
Розроблений NASA та ESA. Найбільша за своєю функціональністю космічна обсерваторія спостереження за Сонцем на початку XXI ст. Перебуває на геліоцентричній орбіті.
SOHO розташована в точці Лагранжа L1 між Землею та Сонцем (у цій точці однакове тяжіння Землі і Сонця), і передає зображення Сонця в різних діапазонах довжин хвиль.
Крім основної задачі — дослідження Сонця — SOHO зібрала інформацію про велику кількість комет, переважно дуже малих. На кінець серпня 2020 року це значення досягло 4052 комет. Здебільшого таких результатів людство сягнуло завдяки праці астрономів-аматорів у всьому світі, адже NASA надає вільний інтернет-доступ до всіх знімків, отриманих з обсерваторії задля вивчення близького космосу.
25 березня 2024 року, трохи більше аніж за 28 років після запуску, обсерваторія SOHO відкрила свою 5000-ту комету.

## Наукові цілі
Трьома основними науковими цілями SOHO є:
- Дослідження зовнішнього шару Сонця, який складається з хромосфери, перехідної області та корони. Для цього дистанційного зондування сонячної атмосфери використовуються бортові прилади CDS, EIT, ширококутний та спектрометричний коронограф (англ. Large Angle and Spectrometric Coronagraph, LASCO)[1], SUMER, SWAN та UVCS.
- Здійснення спостережень за сонячним вітром та супутніми явищами поблизу L1 (точка Лагранжа). CELIAS і COSTEP використовуються для спостереження за сонячним вітром «in situ» (лат. на місці).
- Зондування внутрішньої структури Сонця. Для геліосейсмології використовуються GOLF, MDI та VIRGO.

## Орбіта
Космічний телескоп SOHO знаходиться на гало-орбіті навколо точки L1 Сонце-Земля, точки між Землею і Сонцем, де баланс гравітації (більшої) Сонця і (меншої) Землі дорівнює доцентровій силі, необхідній для того, щоб об'єкт мав такий самий орбітальний період на своїй орбіті навколо Сонця, що і Земля, внаслідок чого об'єкт буде залишатися в цьому відносному положенні.
Положення космічного телескопу описують як положення у точці L1, але він не може точно знаходитися в цій точці, адже зв'язок ускладнений через радіоперешкоди, що генеруються Сонцем, і через його нестійку орбіту.
Швидше він лежить у площині, що постійно рухається і проходить через L1 і перпендикулярну лінії, що з'єднує Сонце і Землю. Він залишається в цій площині, виводячи еліптичну орбіту з центром навколо точки Лагранжа L1.
Він виконує навколо точки L1 повний оберт за шість місяців, тоді як сама точка L1 обертається навколо Сонця кожні 12 місяців, оскільки це пов'язано з рухом Землі. Це постійно утримує СОГО в оптимальному положенні для спостерігання із Землі.

## Зв'язок із Землею
За нормальної роботи космічний телескоп передає безперервний потік фотографій та інших вимірювань із швидкістю 200 кбіт/с через наземну станцію NASA (Deep Space Network, DSN). Дані СОГО про сонячну активність використовуються для прогнозування корональних викидів маси (англ. CME) та їхнього часу прибуття на Землю, завдячуючи цьому електричні мережі і супутники можуть бути захищені від їх руйнівних наслідків. CME, спрямовані до Землі, можуть спричиняти геомагнітні бурі, які, в свою чергу, генерують геомагнітно індуковані струми (ГІС), в найекстремальніших випадках створюючи перешкоди в електромережах тощо.
У 2003 році ESA повідомило про вихід з ладу крокового двигуна спрямованої антени по Y-вісі, необхідного для наведення антени з високим коефіцієнтом підсилення, дозволяючи низхідну лінію зв'язку високошвидкісного передавання даних. Тоді припускалося, що вихід з ладу антени може спричинити неотримання даних два-три тижні щоквартально. Однак інженерам ESA та NASA вдалося використати антени з низьким коефіцієнтом підсилення СОГО разом із більшими 34- та 70-метровими наземними станціями DSN та розумним використанням твердотільного реєстратора (англ. Solid State Recorder, SSR) СОГО для запобігання повній втраті даних, лише дещо зменшивши потік даних кожні три місяці.

## Бортові прилади

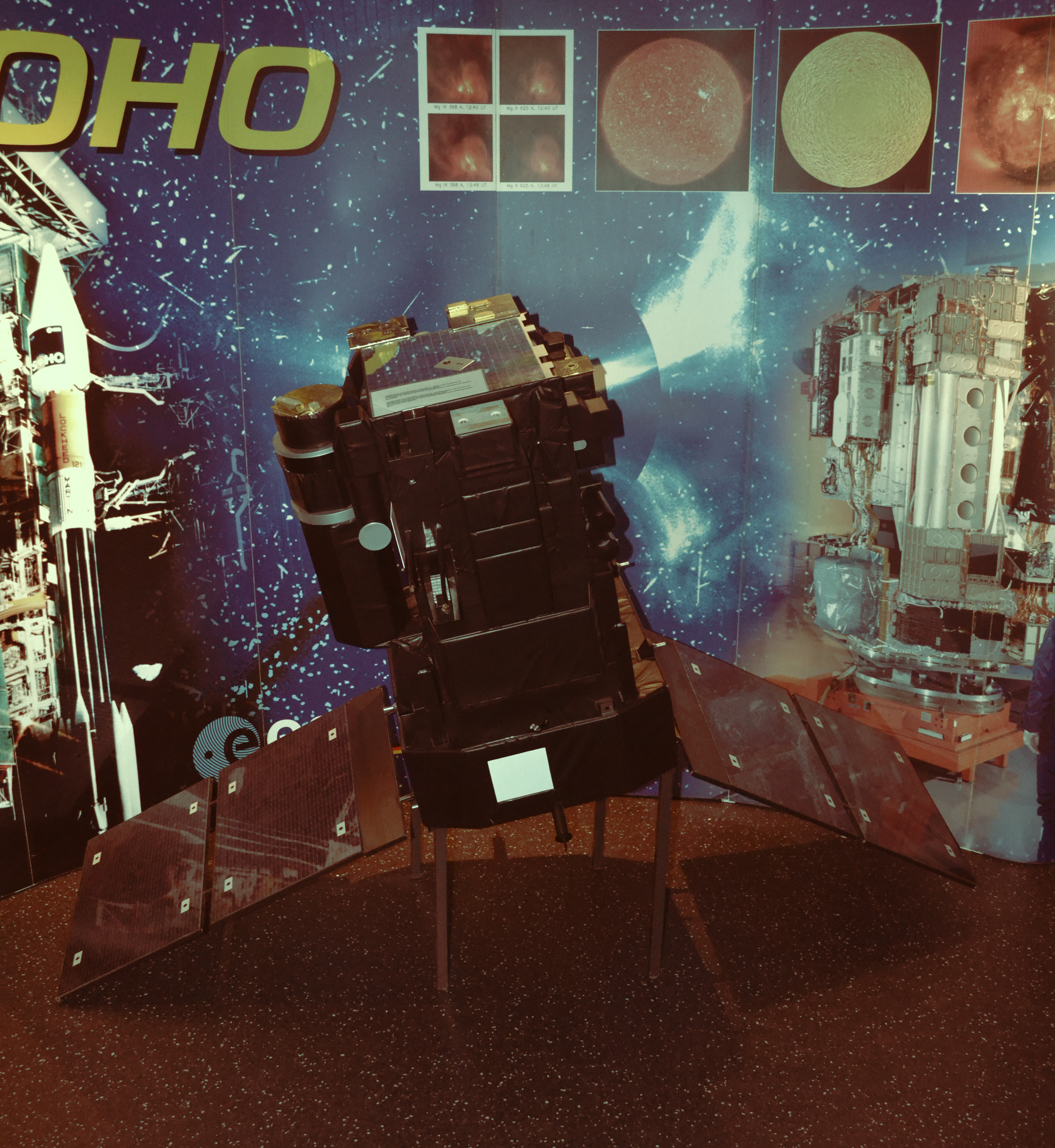
Масштабна модель СОГО в Європейському космічному агентстві в Бельгії

Модуль корисного навантаження (Payload Module, PLM) СОГО складається з дванадцяти приладів, кожен з яких здатний здійснювати незалежне або скоординоване спостереження за Сонцем або частинами Сонця, та деякими деталями космічних літальних апаратів:
- Корональний діагностичний спектрометр (Coronal Diagnostic Spectrometer, CDS[11]), який вимірює щільність, температуру та потоки в короні
- Зарядний елемент та систему аналізу ізотопів (Charge Element and Isotope Analysis System, CELIAS[12]), яка вивчає іонний склад сонячного вітру.
- Енергетичний та релятивістський аналізатор ядер атомів та електронів (Energetic and Relativistic Nuclei and Electron experiment, ERNE[13]), який вивчає іонний та електронний склад сонячного вітру.
- Комплексний аналізаторний пристрій високо-термальних даних та енергетичних частинок (Comprehensive SupraThermal and Energetic Particle, COSTEP[14]), який вивчає іонний та електронний склад сонячного вітру. COSTEP та ERNE іноді називають разом як COSTEP-ERNE Particle Analyzer Collaboration (аналізатор частинок) тобто — CEPAC[15].
- Телескоп діапазону «екстремального» ультрафіолетового випромінювання (Extreme ultraviolet Imaging Telescope, EIT), який вивчає корональну структуру у нижній частині та активність.
- Прилад світлових коливань на низьких частотах (Global Oscillations at Low Frequencies, GOLF[16]), що вимірює коливання швидкості всього сонячного диска для дослідження ядра Сонця.
- Ширококутний та спектрометричний коронограф (LASCO), який вивчає структуру та еволюцію корони шляхом створення штучного сонячного затемнення.
- Візуалізатор Майкельсона Доплера (Michelson Doppler Imager, MDI[17]), який вимірює швидкість часток і магнітне поле у фотосфері, з метою дослідження конвективної зони, яка утворює зовнішній шар внутрішньої частини Сонця, та — магнітні поля, що контролюють структуру корони. З приладу MDI було отримано найбільше даних для проєкту СОГО. Два віртуальних канали SOHO створені MDI: VC2 (MDI-M) несе дані магнітограми, а VC3 (MDI-H) — дані геліосейсмології. MDI не використовується для наукового спостереження з 2011 року, бо його замінили геліосейсмічні та магнітні візуалізатори обсерваторії сонячної динаміки (Solar Dynamics Observatory, SDO)[17].
- Прилад вимірювання сонячного ультрафіолетового та радіоактивного вимірювань (Solar Ultraviolet Measurement of Emitted Radiation, SUMER[18]), яке вимірює потоки плазми, температуру та щільність у короні.
- Прилад дослідження анізотропії сонячного вітру (Solar Wind Anisotropies, SWAN[19]), який використовує телескопи, чутливі до характерної довжини хвилі водню, для вимірювання потоку маси сонячного вітру, відображення щільності геліосфери та спостереження за масштабною структурою потоків сонячного вітру.
- Коронограф-спектрометр ультрафіолету (UltraViolet Coronagraph Spectrometer, UVCS[20]), який вимірює щільність та температуру в короні.
- Прилад визначення мінливості сонячного ІЧ-випромінювання та гравітаційних коливань (Variability of solar IRradiance and Gravity Oscillations, VIRGO[21]), що вимірює коливання та сонячну константу як усього сонячного диска, так і нижніх шарів, так і досліджуючи ядро Сонця.

## Загальнодоступність зображень
Зважаючи на те, що данні, в тому числі і фото, і інші результати досліджень, передані на Землю СОГО, можуть бути доступні будь кому на тих чи інших інтернет-ресурсах, а також з допомогою тих чи інших додатків, програм для вивчення цих результатів, можуть не відображатися повною мірою. Тобто можуть бути у кінцевого спостерігача викривлені дані із-за невідповідного обладнання: викривлення кольору спектру, не відображення вимірювання часток сонячного вітру, тощо.
А зображення містять довжину хвилі або оптичний діапазон частот на водневій лінії від найінтенсивнішої червоної Hα до найяскравішої «екстремального» ультрафіолету (УФ). Зображення, зроблені частково або суто з невидимими довжинами хвиль, відображаються на сторінці SOHO та в інших місцях «фальшивим» кольором, тим самим не даючи реального уявлення про космічні об'єкти.
На відміну від багатьох космічних та наземних телескопів, програма SOHO формально не виділяє часу для розгляду пропозицій щодо окремих приладів та інструментів дослідження, але зацікавлені сторони можуть зв’язатися з дослідницькими групами електронною поштою та з вповноваженими з цих питань через офіційний вебсайт SOHO, щоб попросити час на узгодження та отримання фото-матеріалів від першоджерела. Деякі з даних є досить неформальними, тому надаються за умови, що поточні контрольні спостереження не будуть порушені або спотворені в тих чи інших цілях.
Офіційний процес (Спільна операційна програма «JOP») існує для спільного використання декількох приладів СОГО для визначення результатів спостереження. Пропозиції JOP розглядаються на щоквартальних засіданнях наукової робочої групи (Science Working Team, SWT), а термін роботи JOP розподіляється на щомісячних засіданнях робочої групи з наукового планування (Science Planning Working Group, SPWG). Перші результати були представлені у виданні 1997 року «Solar Physics», томи 170 та 175, під редакцією Б. Флека та З. Швестки (B. Fleck і Z. Švestka).

## Відкриття комет
| Відкриття комет |                                   |
| Дата виявлення  | # днів до наступного етапу (віхи) |
| 2013            | 213                               |
| 2012            | 222                               |
| 2011            | 216                               |
| 2010            | 210                               |

В результаті спостереження за Сонцем, SOHO (зокрема, прилад LASCO) ненавмисно виявив комети, перекривши сонячне світло. Приблизно половина всіх відомих комет була помічена СОГО, яку за останні 15 років (до 2014) виявили понад 70 людей із 18 різних країн, здійснюючи пошук за загальнодоступними зображеннями SOHO в Інтернеті. Комети 1999-го та 2000-го були відкриті 26 грудня Міхалом Кусяком (пол. Michał Kusiak), студентом астрономії Ягеллонського університету в Кракові, Польща. Кусяк знайшов свою першу комету SOHO в листопаді 2007 року і відтоді знайшов понад 100. SOHO виявив понад 2700 комет до квітня 2014 року, із середнім коефіцієнтом відкриття кожні 2,59 дня. У червні 2020 року SOHO відкрив свою 4000-у комету.
Відкриття астрономом-аматором Майком Оутсом (англ. Mike Oates') понад 140 комет за даними SOHO призвело до того, що мала планета «68948 Mikeoates» була названа на його честь; цей факт був використаний лексикографом Ерін МакКін (англ. Erin McKean) у своєму виступі на TED як приклад того, як користувачі Інтернету можуть робити внески в колекції досліджень.
SOHO 2198 — це комета, з орбітою навколо Сонця, яку відкрили індійський астроном-аматор Саліл Муліє (Salil Mulye) та польський астроном Шимон Ліво (Szymon Liwo) шляхом аналізу даних приладу LASCO. Ця навколосонячна комета належить до родини комет Крейца (Kreutz sungrazers), яка зазвичай розпадається після відкриття. З цим відкриттям 13 грудня 2011 році Муліє став другим індіанцем, який відкрив сонячну комету.